# Kinu
Kinu (jap. 鬼怒) – japoński krążownik lekki z okresu międzywojennego i II wojny światowej, szósta jednostka typu Nagara. Zwodowany 29 maja 1922 roku, wszedł do służby w Dai-Nippon Teikoku Kaigun (Cesarska Marynarka Wojenna Wielkiej Japonii) 10 listopada 1922 roku. Okręt brał udział w m.in. w wojnie japońsko-chińskiej, walkach na Pacyfiku oraz bitwie w zatoce Leyte. Został zatopiony 26 października 1944 roku w wyniku ataku lotnictwa amerykańskiego w pobliżu zatoki Ormoc.
Uzbrojenie główne stanowiło początkowo siedem pojedynczych dział kalibru 140 mm. Wyporność standardowa krążownika wynosiła 5170 ts, a długość 162,15 m. Napęd stanowiły cztery zespoły turbin, do których parę dostarczało dwanaście kotłów. „Kinu” był w stanie osiągnąć maksymalną prędkość wynoszącą 36 węzłów.

## Zamówienie i budowa
„Kinu” powstał jako szósta i ostatnia jednostka z serii krążowników lekkich typu Nagara – stanowiących rozwinięcie znajdujących się jeszcze wówczas w budowie, jednostek typu Kuma. Okręty te powstały na mocy decyzji dowództwa Japońskiej Marynarki Wojennej z roku 1917 o budowie ośmiu krążowników o wyporności normalnej wynoszącej 5500 ts. W 1918 roku zamówienie poszerzono o dodatkowe trzy okręty. W ten sposób Flota Cesarska zyskała pięć okrętów typu Kuma oraz sześć jednostek typu Nagara, których przedstawicielem był właśnie „Kinu”. Okręty obu typów wybudowano w tym samym układzie kadłuba i rozwiązań technologicznych zastosowanych przy budowie krążowników. W stosunku do okrętów reprezentujących projekt Kuma, krążowniki typu Nagara miały większy pomost bojowy, który zyskał kilka dodatkowych kondygnacji oraz wyrzutnie torpedowe większego kalibru.
Stępkę pod budowę „Kinu” położono 17 stycznia 1921 roku w stoczni Kawasaki-Kobe. Wodowanie krążownika odbyło się 29 maja 1922 roku, zaś uroczyste wprowadzenie do służby miało miejsce 10 listopada 1922 roku w mieście Kure.

## Opis

### Skrócony opis konstrukcji
Kadłub krążowników typu Nagara miał 162,15 m długości całkowitej, zaś na linii wodnej długość wynosiła 156,65 m. Szerokość jednostki wynosiła 14,17 m, natomiast jej zanurzenie wynosiło 4,85 m. Wyporność standardowa wynosiła 5170 ts, zaś normalna 5690 ts. Pełna wyporność okrętów tego typu po modernizacji z 1940 roku wynosiła 7997 ton. Załoga jednostki liczyła nominalnie 450 osób, w tym 37 oficerów. W przypadku, kiedy okręt miał pełnić funkcję okrętu flagowego, to zaokrętowane było na nim dodatkowych 27 osób (w tym 5 oficerów).
„Kinu” napędzany był za pośrednictwem czterech zespołów turbin parowych systemu Parsonsa, do których parę dostarczało dwanaście kotłów opalanych paliwem płynnym i węglem. Po modernizacji kotły opalano wyłącznie paliwem płynnym. Każdy zespół turbin za pośrednictwem własnej przekładni redukcyjnej napędzał swoją linię wału napędowego, zakończoną pojedynczą, trójpłatową śrubą napędową. Układ napędowy generował maksymalną moc wynoszącą 90 000 KM, co pozwalało osiągnąć krążownikowi maksymalną prędkość prawie 36 węzłów. Zasięg jednostki wynosił 8500 Mm przy prędkości 10 węzłów, 6000 Mm przy 14 w. oraz 1000 Mm przy prędkości wynoszącej 23 węzły. Energię elektryczną na okręcie zapewniały dwa spalinowe generatory prądu stałego o mocy odpowiednio 66 i 88 kW. Generowały one prąd o napięciu 110 V, a zainstalowano je w przedziale maszynowni.
Zastosowany układ opancerzenia kadłuba obejmował pas pancerny o grubości 63,5 mm, łączący się z pokładem górnym, o długości 73,17 m oraz wysokości 4,87 m, z czego 0,84 m znajdowało się poniżej linii wodnej. Zapewniał ochronę przed ostrzałem z dział kalibru 102 mm. Pas ten znajdował się po obu stronach burt i chronił pomieszczenia kotłowni oraz maszynowni. Wykonany był ze stali o wysokiej odporności na rozciąganie oraz składał się dwóch warstw płyt pancernych. Pokład główny jednostki pokryto płytami pancernymi o grubości 28,5 mm. Główne działa kal. 140 mm osłonięto maskami pancernymi o grubości 10 mm. Komory amunicyjne dział głównych zostały opancerzone płytami o grubości 32 mm, natomiast opancerzenie podajników amunicyjnych wynosiło 16 mm.

### Uzbrojenie i wyposażenie

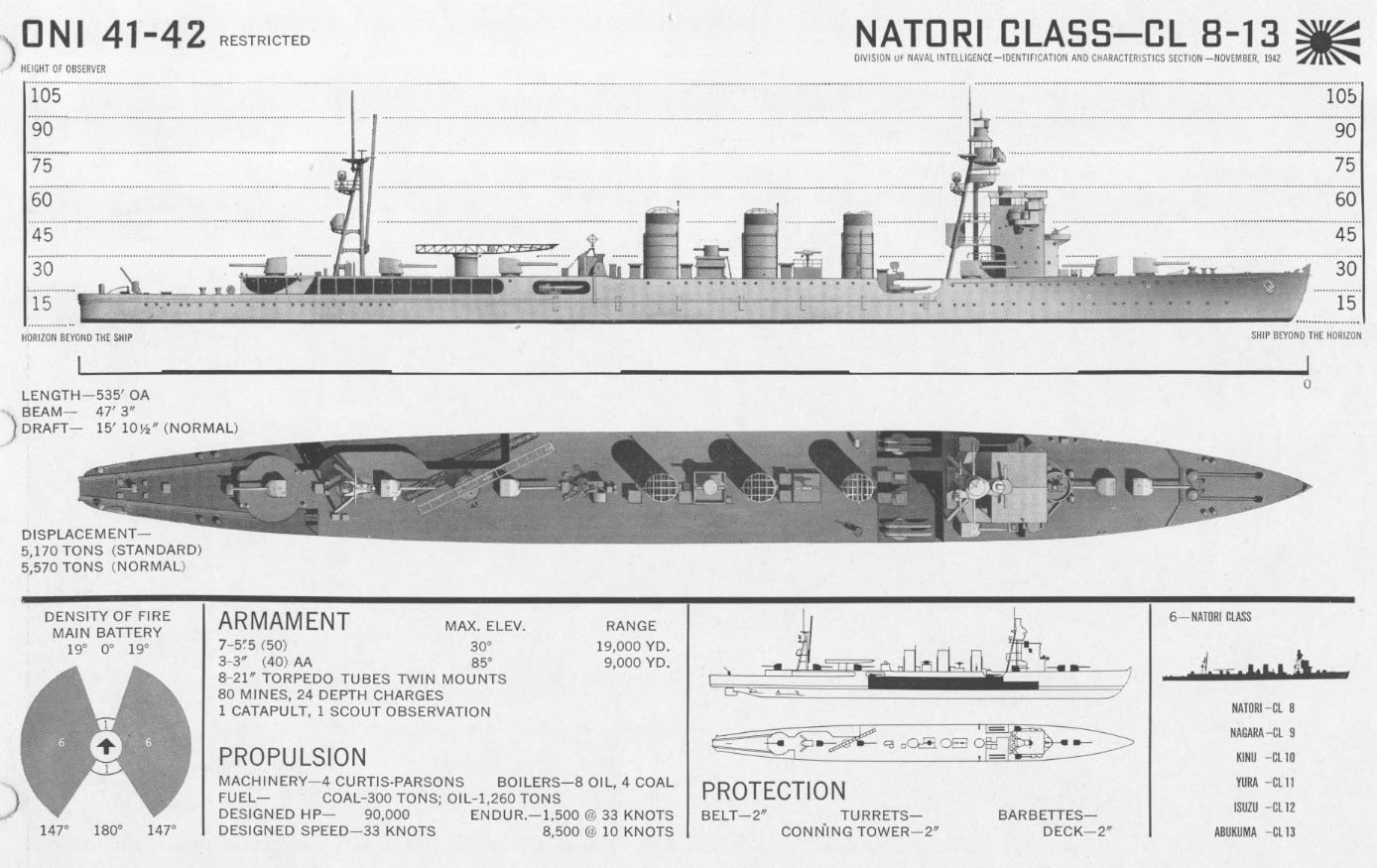
Sylwetka okrętów typu Nagara przed przebudową (poniżej schemat kątów ostrzału artylerii i schemat opancerzenia)

Okręt miał dwa maszty: jeden za dziobówką, a drugi na śródokręciu w okolicach rufy. Na dziobowym maszcie znajdował się dalocelownik Typu 13 służący do kierowania ogniem artyleryjskim, stanowisko dowodzenia artylerią i dwa reflektory. W 1943 roku na krążowniku zamontowano radar ostrzegania powietrznego Typu 21.
Okręt wyposażono pierwotnie w platformę startową dla samolotu myśliwskiego Mitsubishi 1MF, znajdującą się na dziobie przed nadbudówką, z hangarem w nadbudówce, która nie okazała się jednak praktyczna i nie była używana. Platforma ta została zastąpiona w 1930 roku przez katapultę o długości 17 metrów, zaś tę z kolei zastąpiono obrotową katapultą dla wodnosamolotów o długości 19 metrów, zamontowaną na pokładówce rufowej w 1934 roku. Od tego czasu okręt używał wodnosamolotów Nakajima E8N lub Kawanishi E7K. Ostatni typ samolotu używany był wtedy, gdy okręt pełnił rolę jednostki flagowej.
W momencie wejścia do linii krążownik uzbrojony był w siedem głównych dział okrętowych L/50 Typ 3 kalibru 140 mm, w pojedynczych stanowiskach osłoniętych maskami pancernymi. Dwa działa umiejscowione były na dziobie, w układzie tandemu, jednak lufy były skierowane w inne strony. Lufa działa numer jeden skierowana była w kierunku dziobu, zaś lufę działa numer dwa w położeniu marszowym skierowano na nadbudówkę. Po bokach nadbudówki ulokowano po jednym dziale (jedno na każdą burtę), zaś pozostałe trzy działa zamontowano wzdłuż płaszczyzny symetrii kadłuba – dwa stanowiska umiejscowiono za ostatnim kominem na śródokręciu, a ostatnie działo ulokowane było na rufie. Dla pięciu dział przewidziano zapas pocisków wynoszący 120 sztuk, zaś dla dwóch bocznych dział zapas ten wynosił 105 sztuk. Dodatkowo „Kinu” dysponowała dwiema armatami salutacyjnymi kal. 57 mm.
W zakresie uzbrojenia przeciwlotniczego „Kinu” był wielokrotnie przezbrajany. W momencie wejścia do służby składało ono się z dwóch pojedynczych armat przeciwlotniczych kal. 76,2 mm (8 cm), zamontowanych po bokach pierwszego komina. Zapas amunicji dla każdej z armat wynosił 240 sztuk, była ona rozdzielnego ładowania. Uzbrojenie to uzupełniały dwa karabiny maszynowe Typu 3 kalibru 6,5 mm. Karabiny te umiejscowiono pomiędzy drugim a trzecim kominem. Na przełomie 1933/1934 roku na okręcie zamontowano stanowisko poczwórnych wkm Hotchkiss kalibru 13,2 mm na platformie przed nadbudówką dziobową. Dwie armaty plot. kal. 76,2 mm zastąpiono w 1934 roku dwoma podwójnymi stanowiskami karabinów maszynowych Typu 93 kal. 13,2 mm, które z kolei zastąpiono w maju 1935 roku podwójnymi stanowiskami dział Typu 96 kal. 25 mm. Karabiny kal. 6,5 mm zostały zastąpione w 1934 roku przez dwa karabiny maszynowe Lewis kal. 7,7 mm. Podczas remontu, który odbywał się okresie od 2 sierpnia a 14 października 1943 roku, zdemontowano stanowiska artyleryjskie numer 5 i 7 kalibru 140 mm. W miejscu zdemontowanej armaty numer 7 zamontowano podwójne działo uniwersalne kalibru 127 mm Typu 89. Poprawiono także uzbrojenie przeciwlotnicze krążownika, montując na jego pokładzie dodatkowe stanowiska działek kal. 25 mm. Łącznie okręt miał 14 luf kal. 25 mm w układzie 2 × III, które znajdowały się nad rufowymi wyrzutniami torped, 2 × II ulokowane po bokach komina przedniego i 4 × I.
Okręt miał także cztery podwójne wyrzutnie torped kalibru 610 mm, do których używano torped Typu 8. „Kinu” miał także zainstalowane tory minowe dla 48 min morskich.

## Służba

### Okres międzywojenny
„Kinu” wprowadzono do służby 10 listopada 1922 roku w Kure, zasilając przez okres roku Sentai 5. Nazwa krążownika wzięła się od rzeki w Ibaraki. Rok po wprowadzeniu do służby okręt przekierowano do rezerwy, gdzie poddano go remontowi turbin. W 1925 roku jednostka została okrętem flagowym Sentai 3. W marcu i kwietniu 1926 roku „Kinu” odbywał rejs wraz z Sentai 3 do Szanghaju. Od marca do maja 1927 roku okręt operował w rejonie Qingdao. Od początku 1928 roku do 10 grudnia okręt przebywał w rezerwie, kiedy to jednostka została okrętem flagowym 2. Flotylli Niszczycieli (2. FN).
Na przełomie maja i czerwca 1930 roku, okręt wraz z 2. FN wypłynął w rejs na wyspy Ogasawara. W 1931 roku jednostka ponownie operowała w rejonie Qingdao. Od 1931 roku okręt znajdował się w rezerwie w Kure, gdzie pełnił funkcje jednostki strażniczej oraz okrętu szkolnego Akademii Morskiej w Etajimie. W czasie manewrów w 1933 roku „Kinu” pełnił funkcję flagowca 3. Flotylli Niszczycieli. Od 2 lutego do 31 sierpnia 1934 roku, jednostka przeszła modernizację. Po pracach krążownik skierowano do Kure, gdzie od 15 listopada był jednostką szkolną Szkoły Artylerii w Maizuru. We wrześniu 1935 roku jednostka objęła ponownie funkcję okrętu flagowego 3. FN. Od 11 października 1935 do 13 maja 1936 roku okręt przechodził remont w Kure, gdzie m.in. naprawiano kadłub oraz poprawiono stateczność jednostki.
Od marca 1936 roku okręt był jednostką flagową 2. Flotylli Okrętów Podwodnych, zaś od 1937 roku okręt przydzielono do Sentai 8, gdzie sierpniu i październiku wspierał walki w rejonie Szanghaju, zaś w listopadzie osłaniał desant w rejonie zatoki Hangchow. W latach 1938–1939 okręt operował po wodach chińskich. Od listopada 1939 roku okręt skierowano do rezerwy w Kure, gdzie wymieniono na okręcie uzbrojenie torpedowe.

### Lata 1941–1942
10 kwietnia 1941 roku jednostka objęła funkcję okrętu flagowego 4. Flotylli Okrętów Podwodnych. W listopadzie tego samego roku „Kinu” wszedł do zatoki Samah na południowym Hajnanie. W nocy 9 grudnia 1941 roku wodnosamolot z pokładu krążownika wykrył eskadrę brytyjskich jednostek dowodzonych przez admirała Thomasa Phillipsa. Kontakt z samolotem jednak utracono. 11 grudnia tego samego roku okręt wszedł do zatoki Camranh, gdzie w późniejszym czasie osłaniał desant na Malaje. Od 17 grudnia jednostka wspierała lądowanie na Miri na Sarawaku, zaś 23 i 24 grudnia okręt osłaniał desant na Kuching.
W dniach od 29 stycznia do 11 lutego 1942 roku krążownik eskortował konwój personelu lotniczego z Camranh do Ledo. W lutym okręt eskortował także okręt-bazę okrętów podwodnych „Nagoya Maru” do zatoki Staring na Celebesie. 1 marca 1942 roku „Kinu” został zaatakowany przez grupę samolotów australijskich w odległości 90 Mm od portu Surabaja. W wyniku ataku śmierć poniosło 3 marynarzy, okręt uległ lekkim uszkodzeniom. Do 17 marca jednostka przechodziła naprawy w Zatoce Staring. 10 marca okręt włączono w skład Sentai 16, która podlegała Flocie Ekspedycyjnej dowodzonej przez kadm. Ibō Takahashi'ego. W kwietniu tego samego roku „Kinu” operował w rejonie Nowej Gwinei jako okręt eskortowy. Od 10 maja do 5 czerwca jednostka przechodziła remont w Kure.
Od lipca do sierpnia okręt patrolował obszar cieśniny Malakka. We wrześniu 1942 roku „Kinu” wraz z bliźniaczym „Isuzu” osłaniał statki z desantem na Wyspy Salomona. 22 września wysadził desant na wyspie Shortland, zaś w październiku i listopadzie operował w pobliżu Moluków.

### 1943-1944
Wraz z początkiem stycznia 1943 roku krążownik trafił na remont do Singapuru. Od 21 do 31 stycznia holował uszkodzonego „Natori” z Makasaru do Singapuru. W lutym okręt wyruszył w rejs do Kaimana. W okresie od 27 kwietnia do 13 maja 1943 roku przechodził ponowny remont w Singapurze. Na przełomie maja i czerwca transportował oddziały przeciwlotnicze do Babo na Nowej Gwinei oraz do Seramu. 23 czerwca okręt został zaatakowany przez grupę bombowców Consolidated B-24 Liberator z 90. Grupy, 319. Dywizjonu Bombowców. W wyniku pobliskich eksplozji uszkodzeniu uległ kadłub. Okręt naprawiano w bazie w Surabaja do 18 lipca. Między 2 sierpnia a 14 października 1943 roku „Kinu” przeszedł pierwszą głęboką modernizację, podczas której w miejsce dwóch armat kal. 140 mm zamontowano zdwojoną armatę przeciwlotniczą kal. 127 mm, zwiększono liczbę przeciwlotniczych działek kal. 25 mm oraz zamontowano radar Typu 21. Dodatkowo okręt zyskał zrzutnie bomb głębinowych.
Po pracach modernizacyjnych do kwietnia 1944 roku „Kinu” operował na wodach w okolicy Singapuru. W styczniu 1944 roku wraz z krążownikiem „Kitakami” wypłynął w rejs zaopatrzeniowy do Port Blair. Podczas powrotu, 27 stycznia 1944 roku, „Kitakami” został trafiony przez dwie torpedy wystrzelone przez okręt podwodny HMS „Templar”. Uszkodzony krążownik został odholowany przez „Kinu” do Singapuru. 2 kwietnia okręt wyruszył do Davao. Po zaokrętowaniu żołnierzy na pokładzie wraz z krążownikiem „Yūbari” i dwoma innymi niszczycielami udał się w kierunku Saipanu. „Kinu” wysadził desant w rejonie Celebesu. 1 maja 1944 roku jednostka dopłynęła do portu w Tarakanie. Tam włączona została w skład Sentai 16.
Od 5 do 10 maja okręt eskortował zbiornikowiec „Nippo Maru” do Balikpapan. Po lądowaniu wojsk amerykańskich na wyspie Biak krążownik został włączony do zespołu mającego wspomagać obrońców wyspy. W jego skład, poza „Kinu” wszedł ciężki krążownik „Aoba” oraz trzy niszczyciele. W nocy 2 czerwca 1944 roku okręty udały się w kierunku Biak, jednak grupa została zauważona przez dwa bombowce B-24 Liberator. Finalnie podjęto decyzję o anulowaniu misji i skierowaniu grupy do Sorongu. 5 czerwca „Kinu” wraz z kotwiczącą w porcie „Aobą” były celem ataków bombowców alianckich, jednak nie doznały żadnych uszkodzeń. W dniach 8–9 czerwca oba okręty wyruszyły do Ambon w celu uzupełnienia tam zapasów. Od 1 do 24 lipca krążownik przechodził remont w Singapurze. Po remoncie przez trzy miesiące bazował w Lingga Roads. 11 października podczas wspólnych ćwiczeń z „Aobą” doszło do zderzenia obu okrętów, w wyniku którego obie jednostki zostały lekko uszkodzone. W czasie bitwy w zatoce Leyte „Kinu” holował trafiony torpedą i uszkodzony krążownik „Aoba” do znajdującego się w pobliżu Cavite. 24 października w pobliżu wyspy Corregidor okręt wraz z niszczycielem „Uranami” został zaatakowany przez lotnictwo pokładowe z lotniskowców USS „Essex” (CV-9), USS „Lexington” (CV-16) i USS „Princeton” (CVL-23). W wyniku bliskich eksplozji bomb zginęło 47 członków załogi krążownika.
25 października 1944 roku na krążowniki i pozostałe jednostki z Sentai 16 oraz 5 transportowców zaokrętowano łącznie 2500 żołnierzy. Na pokład „Kinu” trafiło 347 żołnierzy. 26 października okręty z desantem wylądowały w zatoce Ormoc. Tego samego dnia „Kinu” i „Uranami” ruszyły w rejs powrotny. W drodze powrotnej oba okręty zostały zaatakowane ponownie przez amerykańskie lotnictwo pokładowe. Krążownik został bezpośrednio trafiony bombą lotniczą, co spowodowało utratę sterowności oraz przechył. Jednostka nabierała wody od rufy. Mimo usilnych prób przeciwdziałania w postaci awaryjnego zalewania przedziałów dziobowych, nie udało się zapobiec dalszemu pogrążaniu się rufy. O godzinie 14:00 znalazła się ona pod wodą. Po trzech godzinach załoga zaczęła opuszczać jednostkę. Krążownik zatonął o godzinie 17:30 na pozycji 11°50′S 123°14′E/-11,833333 123,233333. Uratowano większość z 813 osób przebywających na pokładzie. W tym samym starciu zatopiony został także towarzyszący krążownikowi niszczyciel „Uranami”. Jednostkę skreślono ze stanu floty 20 grudnia 1944 roku.